# Matei Ruhring
Matei Ruhring, detto Meti (Tărpiu, 18 dicembre 1942 – 10 maggio 2022), è stato un cestista e allenatore di pallacanestro rumeno.

## Carriera
Con la Romania ha disputato i Campionati europei del 1969.